# Relazioni internazionali della Moldavia
Dopo aver raggiunto l'indipendenza dall'Unione Sovietica, la Moldavia ha stabilito relazioni diplomatiche con le altre nazioni europee. La corsa per l'integrazione nell'Unione europea e la neutralità sono le principali linee guida della politica estera moldava.
Nel 1995 la Moldavia divenne il primo stato post-sovietico ammesso al Consiglio d'Europa. In aggiunta alla partecipazione alle Missioni di pace della NATO, la Moldavia è anche membro delle Nazioni Unite, dell'OSCE, del Consiglio di Cooperazione dell'Atlantico del Nord, dell'Organizzazione Mondiale del Commercio, del Fondo Monetario Internazionale, della Banca Mondiale, della Francofonia, della Comunità di Scelta Democratica e della Banca Europea per la Ricostruzione e lo Sviluppo.
Nel 2005 la Moldavia e l'UE hanno stabilito un piano d'azione per cercare di migliorare la collaborazione tra le sue strutture.
Dopo la Guerra di Transnistria, la Moldavia ha cercato una risoluzione pacifica al conflitto della regione della Transnistria collaborando con Romania, Ucraina e Russia, cercando la mediazione internazionale e cooperando con le missioni e gli osservatori dell'OSCE e dell'ONU.

## Relazioni con la Romania
Le relazioni della Moldavia con lo stato confinante ad ovest, la Romania, sono amichevoli sin dal 1994. Gran parte della Moldavia fu parte della Romania nel periodo interbellico e i linguisti sono generalmente d'accordo nell'affermare che la lingua moldava sia effettivamente identica a quella rumena. Tuttavia, i moldavi sono sempre stati ambivalenti nel considerarsi rumeni o moldavi. I primi segnali di una possibile unificazione di Romania e Moldavia dopo che le due nazioni raggiunsero l'emancipazione dal dominio comunista, tramontarono presto. La Romania rimase coinvolta negli affari moldavi, specialmente nel conflitto civile con la separazione della Repubblica della Transnistria. Tuttavia, i due Paesi non sono stati in grado di raggiungere accordi su un trattato bilaterale; la Romania insiste (contro la determinata resistenza moldava) affinché tale trattato debba riferirsi alla "speciale relazione" tra Romania e Moldavia. Dal 1994 le due nazioni hanno goduto di un accordo che unificava i rispettivi documenti dei cittadini, ma questo accordo è terminato il 1º gennaio 2007 con l'ingresso della Romania nell'Unione europea. Questo ha spinto molti cittadini moldavi a richiedere la cittadinanza rumena.

## Relazioni con la Russia e altri stati post-sovietici
Il Parlamento della Moldavia ha approvato la partecipazione della nazione alla Comunità degli Stati Indipendenti (CSI) e alla Carta della CSI sull'unione economica nell'aprile 1994. La Moldavia non ha comunque mai partecipato a nessuna operazione militare della CSI, sulla base del suo status neutrale.
Nel 1998 la Moldavia ha contribuito alla formazione del GUAM, un accordo di cooperazione regionale composto da Georgia, Ucraina, Azerbaigian e Moldavia. Anche se gli accordi comprendevano inizialmente una dichiarazione di mutua difesa, la Moldavia ha da allora dichiarato il suo disinteresse a partecipare ad ogni iniziativa militare di mutua difesa all'interno del GUAM.
La Russia continua a mantenere la propria presenza militare nella regione transnistriana della Moldavia, nonostante i precedenti accordi con la Moldavia e all'interno dell'OSCE e del CAF per il ritiro delle truppe.

## Dispute territoriali
Il territorio della Moldavia comprende la regione separatista della Transnistria; questa regione conta una numerosa popolazione non-moldava (circa il 60%) e si è separata dalla Moldavia meno di un anno dopo che la nazione è divenuta indipendente dopo la caduta dell'URSS. La Transnistria ha il suo governo de facto che agisce indipendentemente da Chișinău a partire dalla Guerra di Transnistria. La situazione diplomatica internazionale riguardo alla questione transnistriana viene determinata dalle relazioni della Moldavia con la Russia, e determina a sua volta le stesse. Russia, Ucraina, OSCE, UE ed USA sono coinvolti in diversi gradi nella risoluzione del conflitto.

## Rappresentanze diplomatiche
La Moldavia ha relazioni tramite le proprie ambasciate in:
- Austria, Bielorussia, Belgio, Bulgaria, Francia, Germania, Grecia, Ungheria, Italia, Lettonia, Polonia, Portogallo, Romania, Svezia, Ucraina, Regno Unito in Europa
- Azerbaigian, Repubblica Popolare Cinese, Israele, Federazione Russia, Turchia, USA, ed Uzbekistan al di fuori dell'Europa
- Rappresentanze nella Comunità Europea, Nazioni Unite (a Ginevra e New York), Consiglio d'Europa (a Strasburgo) e all'OSCE (a Vienna).